# أرتور آزيفيدو
أرتور آزيفيدو (بالبرتغالية: Artur de Azevedo‏) هو صحفي وكاتب مسرحي وكاتب وشاعر برازيلي، ولد في 7 يوليو 1855 في ساو لويز في البرازيل، وتوفي في 22 أكتوبر 1908 في ريو دي جانيرو في البرازيل.

## وصلات خارجية
- أرتور آزيفيدو على موقع IMDb (الإنجليزية)
- أرتور آزيفيدو على موقع قاعدة بيانات الفيلم (الإنجليزية)